# Eva Cárdenas
Eva María de Cárdenas Botas (La Coruña, Galicia, 1965) es una empresaria española, exdirectiva de la multinacional Inditex y de Sargadelos.

## Biografía
Eva Cárdenas es hija de Antonio de Cárdenas Sans, directivo de Caixa Galicia, y Cristina Botas Prego. Se licenció en Derecho por la Universidad de Santiago de Compostela y realizó una Maestría en Administración y Dirección de Empresas por el Instituto de Empresa de Madrid.

### Carrera profesional
Llegó a Inditex en 2003 procedente de la firma de cosmética L'Oréal y con 38 años se convirtió en la segunda mujer al frente de una de las cadenas del gigante textil tras Carmen Sevillano (directiva de Oysho). Dirigió la sección de perfumería de Zara.
Desde 2003 hasta 2018 fue directora de Zara Home.
El proyecto de Zara Home, originalmente ideado para 2004, aunque adelantado en su lanzamiento varios meses, fue la sección del Grupo Inditex que más creció entre los años 2014 y 2016.
En 2018 dejó el cargo por motivos personales. En marzo de 2019 fundó junto a su hija una agencia inmobiliaria, Niebla Azul, empresa con la que adquirió propiedades en Oleiros y La Coruña.
Desde diciembre de 2020 fue asesora externa del Grupo Sargadelos, hasta que dejó ese trabajo en el verano de 2022, tras trasladarse a Madrid con su pareja.

### Vida personal
Casada y con una hija, se divorció de su primer marido. Desde 2013, diversos medios venían señalando que mantenía una relación sentimental con Alberto Núñez Feijóo. En febrero de 2017 dio a luz a su segundo hijo en la ciudad de La Coruña, fruto de su relación con el entonces presidente de la Junta.